# Sarcochilus ceciliae
Sarcochilus ceciliae är en orkidéart som beskrevs av Ferdinand von Mueller. Sarcochilus ceciliae ingår i släktet Sarcochilus och familjen orkidéer. Inga underarter finns listade i Catalogue of Life.